# Sofía González (jugadora de rugby)
Sofía Mariel González (Haedo, 23 de febrero de 1995) es una jugadora argentina de rugby que se desempeñaba principalmente en la modalidad rugby 7. Forma parte de Las Yaguaretés (selección argentina) a nivel internacional, siendo la sub capitana y del seleccionado de la URBA a nivel provincial, la capitana. Es considerada la mejor jugadora de rugby argentina en la actualidad.

## Carrera
Comenzó su carrera a los 13 años, entrenando en el club SITAS de El Palomar. En abril de 2010, Sofía, con 15 años, fue parte del primer partido amistoso disputado por un equipo femenino en la historia del club, enfrentándose a Daom. Debido a lo incipiente del rugby femenino en Argentina, el Torneo Femenino de la URBA (creado en 2009) no poseía categorías juveniles y sólo permitía jugadoras mayores de edad, por lo que González tuvo que esperar hasta 2014 años para debutar oficialmente. Con el Tiro, González alcanzó varios subcampeonatos en el Torneo de la URBA y el tercer puesto en el Nacional de Clubes de 2015. Además, ganaron el Seven de la URBA Femenino en 2017 y 2018.
En 2024 González pasó de jugar en SITAS a otro club: CASA de Padua. Al tratarse de otro club de la URBA, este pase fue considerado muy poco común en el rugby argentino. Con su nuevo club, González logró obtener su primer Torneo de la URBA y también el primero para el club, rompiendo con la hegemonía de La Plata Rugby Club y Centro Naval.
En 2021 la URBA otorgó por primera vez una distinción a la mejor jugadora de la unión, eligiendo a Sofía por sus actuaciones en SITAS y Las Yaguaretés. En 2024 fue reconocida con el mismo galardón tras la obtención del Torneo de la URBA y el bicampeonato del Seven Sudamericano.

### Selección nacional
González recibió el primer llamado para entrenar con la selección argentina por parte de Santiago Gómez Cora en 2014, el mismo año de su debut con SITAS. En 2017 Sofía sería elegida como la mejor jugadora del Seven Sudamericano 2017 y a partir de ese año fue la capitana de la selección argentina. Durante este periodo, Las Yaguaretés fueron notables por su evolución y ascenso, mejorando sus participaciones en torneos internacionales.
En 2023, consiguió el Seven Sudamericano en Asunción, derrotando 20-12 en el partido decisivo a Brasil, anotando un try y obteniendo así el primer Seven Sudamericano Femenino para la Argentina. En 2024, Las Yaguaretés retuvieron el título tras derrotar nuevamente a Brasil en la final por 19-10, con Sofía siendo la máxima anotadora del equipo y marcando cuatro puntos en la final.
Las destacadas actuaciones en los torneos Sudamericanos fueron acompañadas por buenas actuaciones en el Sevens Challenger Series, consiguiendo dos medallas y alcanzando un histórico segundo puesto en la temporada 2024 que les permitió disputar el Seven de Madrid por el ascenso a la Serie Mundial. A pesar de caer ante Japón en el partido por la promoción, esta fue la mejor actuación del seleccionado argentino femenino en la historia del torneo, con González siendo la máxima goleadora del equipo, anotando 123 puntos producto de 9 tries y 39 conversiones.

## Palmarés
Clubes
| Título            | Equipo        | País      | Año  |
| ----------------- | ------------- | --------- | ---- |
| Torneo de la URBA | CASA de Padua | Argentina | 2024 |

Selección provincial
| Título                | Equipo       | País      | Año  |
| --------------------- | ------------ | --------- | ---- |
| Seven de la República | Buenos Aires | Argentina | 2016 |
| Seven de la República | Buenos Aires | Argentina | 2017 |
| Seven de la República | Buenos Aires | Argentina | 2021 |
| Seven de la República | Buenos Aires | Argentina | 2022 |
| Seven de la República | Buenos Aires | Argentina | 2023 |
| Seven de la República | Buenos Aires | Argentina | 2024 |

Selección nacional
| Título             | Equipo    | Año  |
| ------------------ | --------- | ---- |
| Seven Sudamericano | Argentina | 2023 |
| Seven Sudamericano | Argentina | 2024 |

Distinciones individuales
| Distinción                      | Año  |
| ------------------------------- | ---- |
| Mejor jugadora del Sudamericano | 2017 |
| Mejor jugadora de la URBA       | 2021 |
| Mejor jugadora de la URBA       | 2024 |